# C/2014 Q3 Borisov
C/2014 Q3 Borisov è una cometa periodica appartenente alla famiglia delle comete halleidi; la cometa è stata scoperta il 22 agosto 2014 . L'unica sua particolarità è di avere un'orbita quasi perpendicolare a quelle dei pianeti.